# سرطان (شهر)
سرطان هو الشهر الرابع في التقويم الهجري الشمسي ويتكوّن من 31 يوما. يسمى تیر في تقويم إيران الحالي. يبدأ سرطان (في علم التنجيم) عندما تكون الشمس في برج السرطان فلكيا.
شهر السرطان يوافق: من 22 يونيو إلى 22 يوليو الميلادي غالباً.

## أحداث
- 27 سرطان (تير) سنة 1 الهجري الشمسي. هو یوم الجمعة: 1 محرم سنه 1 الهجری قمری أول یوم لتقويم هجري قمري في سنة الهجرة النبوي وافق: 16 يوليو عام 622 يولياني الميلادي القديمة (19 يوليو عام 622 غريغوري الميلادي الحديثة).